# John Templeton
John Templeton (Winchester, Tennessee, 29 de noviembre de 1912 - Nassau, Bahamas, 8 de julio de 2008), fue un financiero y multimillonario filántropo estadounidense, nacionalizado británico.

## Biografía
Templeton nació en 1912 en Winchester, una pequeña localidad en el Estado de Tennessee (Estados Unidos). Hijo de una devota familia presbiteriana, el joven John se convirtió en el primer estudiante del pueblo en llegar a la Universidad. Y no sólo asistió a la prestigiosa facultad de Yale, sino que, además, se situó entre los primeros de su promoción. Pero la verdadera leyenda de Templeton se fraguó en Wall Street, donde a partir de 1937 inició una deslumbrante y dilatada carrera como financiero.
Aplicando hasta el extremo el viejo adagio de «comprar barato y vender caro», su instinto inversor le reportó enormes beneficios durante la Segunda Guerra Mundial. La buena marcha del negocio propició la creación en 1954 de Templeton Funds, cuya estrategia se definía por la globalización y la diversificación. Fue una de las primeras empresas que invirtieron en Japón durante los 60. Más tarde abriría nuevos caminos también en Rusia, China y otros mercados asiáticos.
Pionero en la gestión de fondos de inversión, John Templeton inauguraba las reuniones anuales de su compañía con una oración.
Templeton fue siempre un contrarian, seguía su propio criterio y no solo no le importaba si unas acciones concretas estaban o no de moda, sino que consideraba que las modas en los mercados tenían un peligro enorme. Y tal fue su obsesión por alejarse del ruido, las modas y las conjeturas de Wall Street que, a finales de la década de 1960, decidió trasladar su residencia desde Manhattan, en el 30 de Rockefeller Plaza, hasta las islas Bahamas, un lugar en el que se refugió en busca de tranquilidad y que, según el propio Templeton, le permitió mejorar sus resultados. Viviendo en las Bahamas, Templeton se naturalizó como un ciudadano británico.
Su audacia como inversor le valió ser considerado por la revista Money como «el mejor seleccionador de acciones a nivel mundial del siglo XX». Con el paso de los años, sin embargo, Templeton fue concediendo mayor protagonismo a su faceta de filántropo. En este apartado se centraría con mayor énfasis a partir de 1992, cuando vendió Templeton Funds por 440 millones de dólares, en aquel momento cifra récord para la adquisición de una empresa de fondos.
La personalidad de Templeton aunaba clarividencia económica y profundas convicciones espirituales. Predicaba una mentalidad abierta y desdeñaba interpretaciones literales de la Biblia. En 1971 fundó el Premio Templeton para fomentar el progreso en religión, concebida como una idea integradora de conceptos filosóficos y conductas orientadas al amor, la gratitud, la misericordia y la creatividad. El galardón, uno de los mejor remunerados del mundo, pretendía llenar el vacío dejado por la inexistencia de un Nobel de religión. La primera condecorada fue la Madre Teresa de Calcuta, a la que seguirían intelectuales como el novelista Aleksandr Solzhenitsyn o el filósofo Charles Taylor.
Los méritos de Templeton como filántropo y mecenas le sirvieron para ser investido Caballero del Imperio Británico por la reina Isabel II. Sir Templeton, no obstante, observaba un estilo de vida modesto. El mismo conducía su coche y pasaba el tiempo leyendo, escribiendo y administrando su fundación. Una tarea que llenó sus días hasta su fallecimiento en el hospital de Nassau (Bahamas) a los 95 años.

## Obras
- Riches for the Mind and Spirit: John Marks Templeton's Treasury of Words to Help, Inspire, and Live By, 2006. ISBN 1-5994-7101-9
- Faithful Finances 101: From The Poverty Of Fear And Greed To The Riches Of Spiritual Investing, 2005. ISBN 1-9320-3175-8
- Golden Nuggets from Sir John Templeton, 1997. ISBN 1-8901-5104-1
- Discovering the Laws of Life, 1994. ISBN 0-8264-0861-3
- Is God the Only Reality? Science Points to a Deeper Meaning of the Universe, 1994. ISBN 0-8264-0650-5
- Templeton Plan: 21 Steps to Personal Success and Real Happiness, 1992. ISBN 0-0610-4178-5
- The humble approach: Scientists discover God, 1981. ISBN 0-8164-0481-X

### Ediciones en español
- Dunlap, Rebekah Alezander; Templeton, John (2004). Historia de una almeja: una fábula de sabiduría y autoconocimiento. Ediciones Obelisco. ISBN 978-84-9777-139-9.

### Obituarios
- Financial Times
- The Independent
- New York Times
- The Times (London)
- Wall Street Journal
- Washington Post

- Datos: Q248767
- Citas célebres: John Templeton